# David Zafer
David Zafer (* 2. April 1934 in London; † 20. April 2019) war ein kanadischer Geiger, Dirigent und Musikpädagoge englischer Herkunft. 

## Werdegang
Zafer hatte in England Musikunterricht bei seinem Vater und bei Antonio Brosa am Royal College of Music. 1947 kam er nach Kanada, die kanadische Staatsbürgerschaft erhielt er 1973. Er setzte seine Ausbildung bei Elie Spivak und Albert Pratz in Toronto fort. Von 1955 bis 1971 war er Mitglied des Hart House Orchestra, die letzten drei Jahre als Konzertmeister. Außerdem war er von 1956 bis 1959 Mitglied des Toronto Symphony Orchestra, 1960–61 Konzertmeister des Baltimore Symphony Orchestra und von 1961 bis 1964 Konzertmeister des Orchesters des kanadischen Nationalballetts.
Von 1966 bis 1999 war Zafer Professor für Violine an der University of Toronto. Er gründete das Kammerorchester der Universität, das er bis zu seiner Emeritierung leitete. Daneben unterrichtete er von 1967 bis 1973 beim National Youth Orchestra, von 1974 bis 1982 am Banff Centre of the Arts und ab 1982 am Courtenay Youth Music Centre. Zu seinen Schülern zählten u. a. Joan Barrett, Richard Green, John Lowry und Rhyll Peel. Außerdem gab er Meisterklassen an der Menuhin School in Surrey (England), der Meadowmount Summer School, an der British University of Columbia; der Rice University in Houston und regelmäßig an der Musikhochschule in Sofia.
Zafer war 25 Jahre lang Violinprofessor und Dirigent des Toronto Symphony Youth Orchestra. Er nahm mit dem Orchester an den Jugendorchesterfestivals in Aberdeen, Boston und Banff teil und nahm mit ihm bei einem Konzert im Ford Center for the Performing Arts 1998 eine erfolgreiche Life-CD auf. Ab 1987 unterrichtete er am Royal Conservatory of Music in Toronto, ab 1989 am Southern Ontario Chamber Music Institute in Ancaster/Ontario. Nach seiner Emeritierung gab er privaten Unterricht, trat mit verschiedenen Orchestern und kammermusikalischen Ensembles auf und leitete das Toronto Chamber Youth Orchestra.